# Unione Sportiva Avellino 1949-1950
Questa voce raccoglie le informazioni riguardanti l'Unione Sportiva Avellino nelle competizioni ufficiali della stagione 1949-1950.

## Rosa
| N. |                   | Ruolo | Calciatore          |
| -- | ----------------- | ----- | ------------------- |
|    | Italia (bandiera) | P     | Renato Giudici      |
|    | Italia (bandiera) | D     | Fenzi               |
|    | Italia (bandiera) | D     | Andrea Lo Presti    |
|    | Italia (bandiera) | D     | Giuseppe Salvioli   |
|    | Italia (bandiera) | C     | Giovanni Chiricallo |
|    | Italia (bandiera) | C     | Carmine Corraretti  |
|    | Italia (bandiera) | C     | Gastone Snidersich  |

| N. |                   | Ruolo | Calciatore       |
| -- | ----------------- | ----- | ---------------- |
|    | Italia (bandiera) | A     | Camillo Fabbri   |
|    | Italia (bandiera) | A     | Livio Gennari    |
|    | Italia (bandiera) | A     | Luigi Lo Schiavo |
|    | Italia (bandiera) | A     | C. Vignapiano    |
|    | Italia (bandiera) | A     | A. Zanardi       |
|    | Italia (bandiera) |       | Zarlatti         |